# 토마시 하이토
토마시 니코뎀 하이토(폴란드어: Tomasz Nikodem Hajto, 1972년 10월 16일 ~ )는 폴란드의 축구 평론가, 스포츠 에이전트, 전 축구 선수이자 감독이다.

## 구단 경력
마쿠프포드할란스키에서 태어난 하이토는 지역 클럽인 할냐크 마쿠프포드할란스키에서 선수 경력을 시작했다. 이후 그는 구랄 지비에츠로 이적했고, 1991년에는 후트니크 크라쿠프에서 뛰며 본격적으로 이름을 알리기 시작했다. 젊은 시절의 뛰어난 활약은 많은 이들의 주목을 받았고, 1993–94년 시즌에는 구르니크 자브제로 이적했다.
이후 하이토는 독일과 잉글랜드 등 해외 팀들로부터 관심을 받았으며, 처음으로 이적한 나라는 독일이었다. 그는 먼저 MSV 뒤스부르크에서 두 시즌 동안 활약했다. 팀이 2. 분데스리가로 강등된 뒤에는 샬케 04로 이적하여 2004년까지 뛰었다. 이후 1. FC 뉘른베르크와 2년 계약을 체결했으나 기대에 미치지 못해, 2005년 여름 사우샘프턴으로 이적했다. 그러나 2006년 1월, 사우샘프턴과의 계약이 해지되었고, 곧바로 더비 카운티와 18개월 계약을 맺었으나 이마저도 4개월 만에 조기 종료되었다.

## 국가대표팀 경력
하이토는 2002년 FIFA 월드컵에 참가하여 대한민국과 포르투갈을 상대로 두 경기에 출전했다. 그는 폴란드 국가대표팀에서 62경기에 출전해 6골을 넣었다.

## 사생활
하이토는 폴란드의 전직 단거리 육상 선수 레나타 소신과 결혼했으며, 슬하에 아들 마테우시와 딸 빅토리아를 두고 있다.
2008년 1월, 하이토는 2007년 2월, 우치의 횡단보도에서 과속 운전 중 여성 보행자를 치어 사망에 이르게 한 사건으로 과실치사 혐의에 대해 유죄 판결을 받았다. 그는 혐의를 인정했으며, 이에 따라 집행유예 2년형, 7,000즈워티의 벌금, 1년간 운전면허 정지 처분을 받았다. 또한 그는 2004년 밀수 담배 유통 혐의로 벌금을 부과받은 전력도 있다.